# 捷克克鲁姆洛夫城堡巴洛克剧院

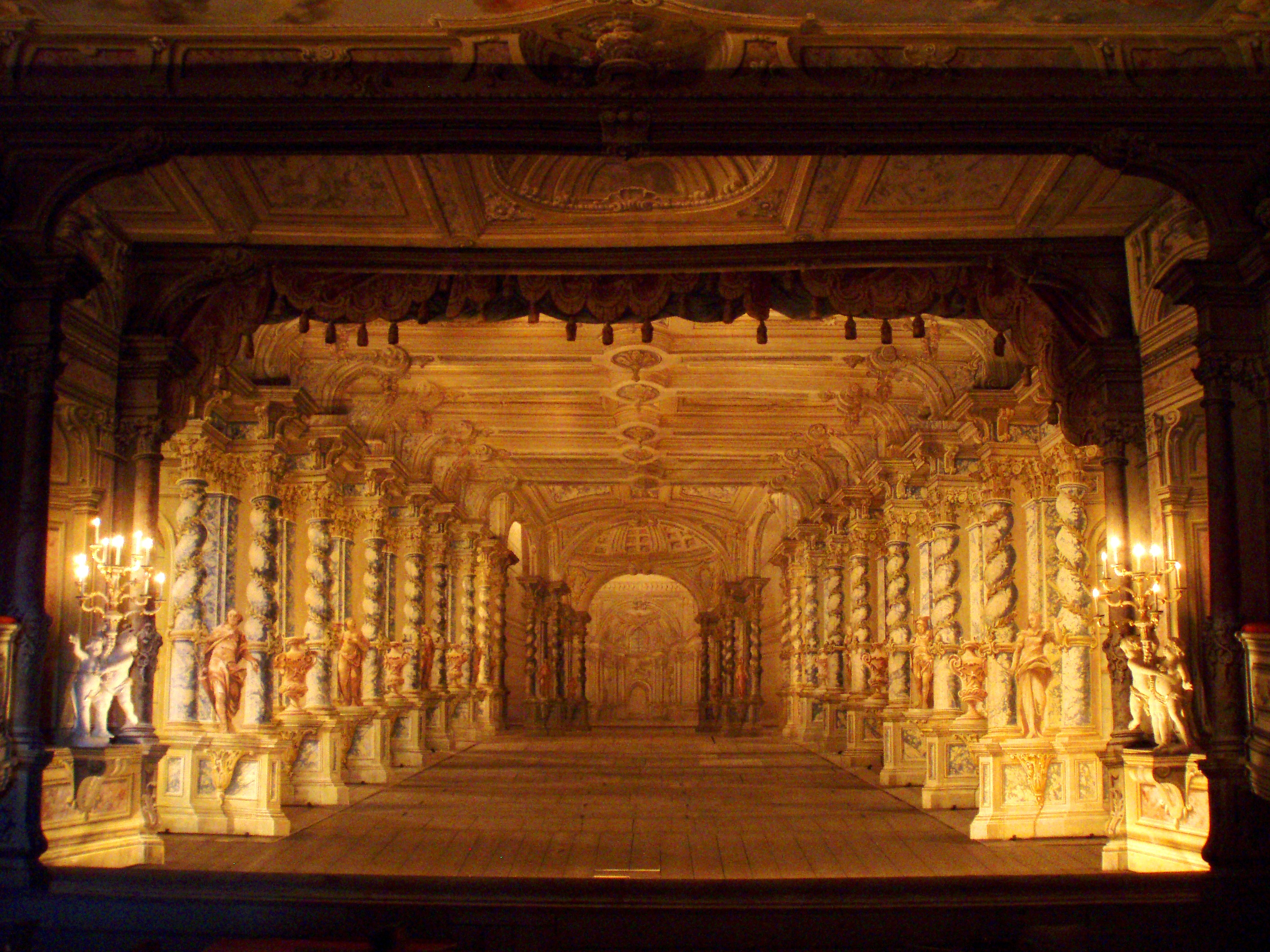

捷克克鲁姆洛夫城堡巴洛克剧院（捷克語：Zámecké barokní divadlo v Českém Krumlově）是捷克克鲁姆洛夫城堡的一部分，与斗篷桥相连，是欧洲目前唯一按原状保存完好的巴洛克剧院。
此剧院建于1682年，1765年至1766年重建，曾上演洛佩·德·维加、莎士比亚、莫里哀、让·拉辛、佩德罗·卡尔德隆·德·拉·巴尔卡和高乃依的剧目。

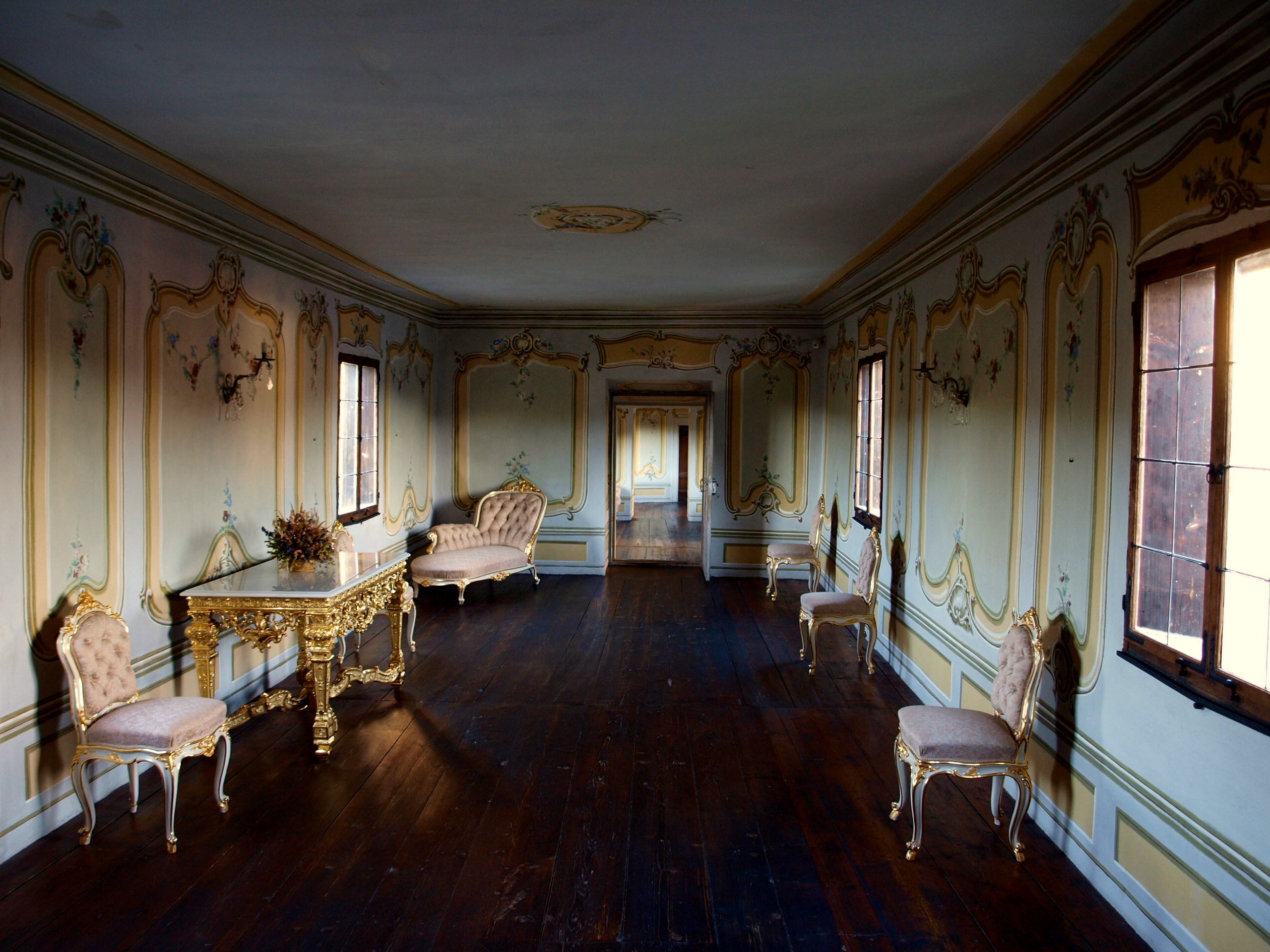

1898年，劇院出于安全考虑关闭。1997年，剧院再度对公众开放，並保留旧日的装饰、服饰、道具、灯光设备、乐池、观众席长椅、剧本、乐谱等。